# Cephalaria sosnowskyi
Cephalaria sosnowskyi är en tvåhjärtbladig växtart som beskrevs av Alfred Alekseevich Kolakovsky. Cephalaria sosnowskyi ingår i släktet jätteväddar, och familjen Dipsacaceae. Inga underarter finns listade i Catalogue of Life.